# Volkan Kahraman
Volkan Kahraman (Viena, 10 de octubre de 1979-8 de febrero de 2023) fue un futbolista y entrenador de fútbol austriaco de origen turco que jugó en la posición de centrocampista.

## Carrera
Nacido en Viena, Austria, de ascendencia turca, Kahraman comenzó su carrera con las juventudes del FK Austria Wien. Después de juegos muy exitosos en la juventud, el entonces súper talento fue transferido muy joven al equipo Feyenoord Rotterdam. A los 17 años hizo su debut en el equipo Feyenoord. Kahraman hizo un total de tres apariciones cortas.
Su siguiente club fue el club satélite del Feyenoord, SC Excelsior. [1] El centrocampista luego se mudó a Turquía al Trabzonspor. Después del Trabzonspor jugó para el Erzurumspor. En 2002 regresó a su Austria natal. Kahraman se trasladó al FC Superfund y un año más tarde después de buenas actuaciones en Austria Wien. Después de sentarse en el banquillo en Austria, sufrió el mismo destino en su siguiente club, Austria Salzburg. En enero de 2004 fue al Skoda Xanthi en Grecia. Después de que también se le permitió sentarse en el banquillo en Grecia, Kahraman regresó a Austria al LASK Linz. Después de una corta estancia en Pasching en la primavera de 2005, jugó para Linz antes de mudarse a Schwadorf antes de la temporada 2006/2007. En la primavera se trasladó al SC Eisenstadt* y en julio de 2007 finalmente al First Vienna FC 1894. Allí fue liberado del equipo a principios de 2008. En el verano de 2008 se fue al tradicional club vienés FavAC (Favoritener Athletik-Club). Desde la primavera de 2009 estuvo en la Burgenland Landesliga en UFC Purbach, donde trabajó no solo como jugador, sino también como gerente de equipo. Luego se trasladó al club recién fundado SK Besiktas Wien y marchó con eso, con una breve aparición como invitado en 1 Simmeringer SC, a la Oberliga A (a partir de junio de 2014) y estuvo allí hasta la temporada 2014/2015 como entrenador del equipo de lucha.
A principios de 2015, entrenó brevemente al FC Sturm 19 St. Pölten en la vecina Baja Austria y también se desempeñó allí como director deportivo. Desde el verano de 2015 trabajó como director deportivo y poco tiempo después también como entrenador en el recién fundado club FC Karabakh Wien (anteriormente SC Kaiserebersdorf y Srbija 08). La siguiente estación de entrenamiento fue un breve compromiso en FV 1210 Vienna a fines de 2018. Su última actividad en el fútbol fue de 2019 a 2022 en SC Ostbahn XI, también un club vienés de clase baja. Allí, también, fue director deportivo y entrenador.
Kahraman jugó tres veces para el equipo nacional austriaco. Hizo su debut en un amistoso contra Suiza en Basilea el 21 de agosto de 2002, que se perdió 3-2.

## Miscelánea
En las elecciones nacionales de 2017, Kahraman se postuló para el ÖVP.

## Muerte
El 8 de febrero de 2023 Kahraman murió a los 43 años en plena calle tras mantener una fuerte discusión en una cafetería, al recibir un disparo en la cabeza de su ex-amigo Orhan, que luego se suicidó del mismo modo,  en Viena, Austria.

## Carrera

### Club
| Periodo   | Club                     | Apariciones | Goles |
| --------- | ------------------------ | ----------- | ----- |
| 1997–2000 | Feyenoord                | 1           | 0     |
| 1998–2000 | → SBV Excelsior (cedido) | 42          | 4     |
| 2000–2001 | Trabzonspor              | 0           | 0     |
| 2000–2001 | → Erzurumspor (cedido)   | 11          | 0     |
| 2001–2003 | SV Pasching              | 49          | 4     |
| 2003–2004 | Austria Wien             | 7           | 0     |
| 2003      | → SV Salzburg (cedido)   | 13          | 0     |
| 2004–2005 | Skoda Xanthi FC          | 5           | 0     |
| 2005      | LASK Linz                | 9           | 0     |
| 2005–2006 | SV Pasching              | 5           | 0     |
| 2005–2006 | LASK Linz                | 7           | 1     |
| 2006–2007 | ASK Schwadorf            | 9           | 0     |
| 2006–2007 | → SC Eisenstadt (cedido) | 13          | 3     |
| 2007–2008 | First Vienna             | 0           | 0     |
| 2008      | FavAC                    | 10          | 1     |
| 2009      | UFC Purbach              | 12          | 2     |

### Selección nacional
Jugó para Austria en tres ocasiones en 2002 sin anotar goles.

### Entrenador
| Periodo   | Club                               |
| --------- | ---------------------------------- |
| 2011      | 1. Simmeringer SC                  |
| 2011      | Beşiktaş Wien (jugador-entrenador) |
| 2012–2013 | 1. Simmeringer SC                  |
| 2013      | 1. Simmeringer SC                  |
| 2013–2014 | Beşiktaş Wien                      |
| 2015      | Sturm 19 St. Pölten                |
| 2015–2018 | Karabakh Wien                      |
| 2018      | FV 1210 Wien                       |
| 2019–2022 | SC Ostbahn XI                      |